# Тасанде
Тасанде (перс. تاسنده) — село в Ірані, у дегестані Дегшаль, в Центральному бахші, шагрестані Астане-Ашрафіє остану Ґілян. За даними перепису 2006 року, його населення становило 139 осіб, що проживали у складі 41 сім'ї.

## Клімат
Середня річна температура становить 14,71°C, середня максимальна – 28,67°C, а середня мінімальна – 0,08°C. Середня річна кількість опадів – 1176 мм.
| Клімат поселення                              | Клімат поселення | Клімат поселення | Клімат поселення | Клімат поселення | Клімат поселення | Клімат поселення | Клімат поселення | Клімат поселення | Клімат поселення | Клімат поселення | Клімат поселення | Клімат поселення | Клімат поселення |
| Показник                                      | Січ.             | Лют.             | Бер.             | Квіт.            | Трав.            | Черв.            | Лип.             | Серп.            | Вер.             | Жовт.            | Лист.            | Груд.            |                  |
| Середній максимум, °C                         | 9,26             | 9,89             | 12,24            | 17,62            | 21,93            | 25,90            | 28,67            | 28,37            | 25,02            | 21,06            | 16,36            | 12,21            |                  |
| Середня температура, °C                       | 4,68             | 5,30             | 7,65             | 13,00            | 17,30            | 21,30            | 24,58            | 24,28            | 20,94            | 16,98            | 12,28            | 8,13             |                  |
| Середній мінімум, °C                          | 0,08             | 0,71             | 3,06             | 8,43             | 12,75            | 16,71            | 20,50            | 20,19            | 16,85            | 12,90            | 8,19             | 4,05             |                  |
| Норма опадів, мм                              | 109              | 91               | 85               | 44               | 45               | 32               | 32               | 62               | 142              | 222              | 177              | 135              |                  |
| Середньомісячна швидкість вітру, м/с          | 2.40             | 2.50             | 2.50             | 2.40             | 2.40             | 2.70             | 2.60             | 2.34             | 2.10             | 2.19             | 2.10             | 2.23             |                  |
| Середньомісячна сонячна радіація, кДж/м²·день | 6942             | 9016             | 10962            | 15417            | 19687            | 21918            | 22406            | 18746            | 15054            | 10631            | 8526             | 6643             |                  |
| --------------------------------------------- | ---------------- | ---------------- | ---------------- | ---------------- | ---------------- | ---------------- | ---------------- | ---------------- | ---------------- | ---------------- | ---------------- | ---------------- | ---------------- |
| Джерело:                                      |                  |                  |                  |                  |                  |                  |                  |                  |                  |                  |                  |                  |                  |